# Mathias Sprogøe Fletting
Mathias Sprogøe Fletting (* 31. Dezember 1988 in Kopenhagen) ist ein dänischer Schauspieler und Synchronsprecher.

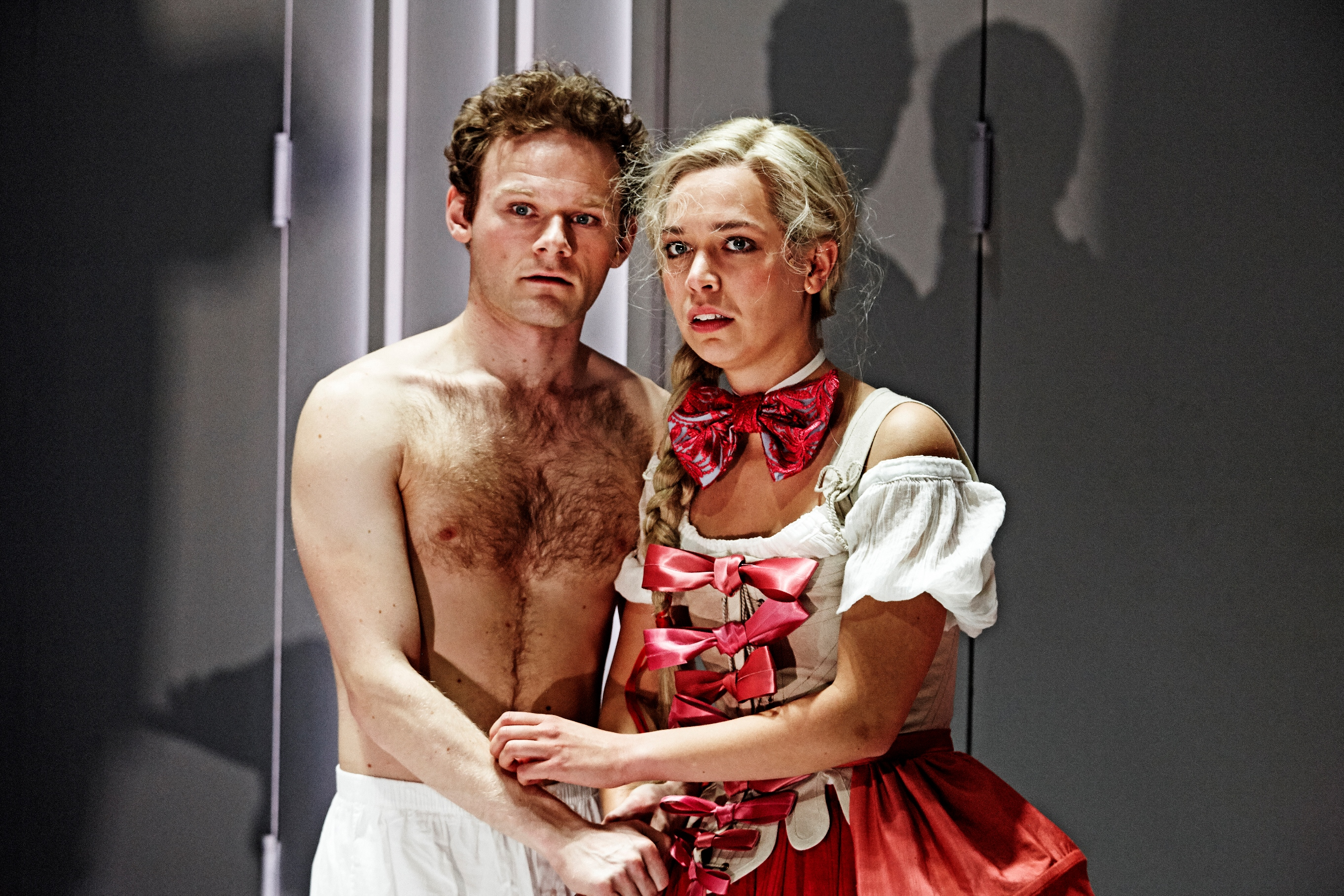
Mathias Sprogøe Fletting und Sofie Alhøj in einer Inszenierung von Holbergs Der politische Kannengießer am Folketeatret, 2017.

## Leben und Wirken
Matthias Sprogøe Fletting wuchs gemeinsam mit seinem Bruder Johannes Sprogøe Fletting, welcher als Kameramann tätig ist, im Kopenhagener Stadtteil Vanløse auf. Er ist der Sohn des Schauspieler-Ehepaares Henning Sprogøe und Anne Fletting. Sein Großvater ist der Schauspieler Ove Sprogøe.
Er absolvierte seine Schauspielausbildung von 2012 bis 2016 an der Danske Scenekunstskole, der Nationalen Hochschule für Darstellende Künste in Kopenhagen. Sein Bühnendebüt als Darsteller hatte er im Jahr 2015 am Aarhus Teater. Danach war er einige Jahre lang am Folketeatret als festes Ensemblemitglied engagiert. Er spielte auch am Odense Teater und am Aalborg-Theater.
Als 12-Jähriger hatte er in dem Film Olsenbande Junior einen kurzen Auftritt in der Rolle eines Heimkindes. Im Jahr 2010 wirkte er in einer Nebenrolle in der Serie Borgen – Gefährliche Seilschaften mit, wo er zudem auch als Produktionsassistent tätig war. Seit 2016 stand er regelmäßig in Filmen und Fernsehserien als Schauspieler vor der Kamera. Er ist zudem umfangreich als Synchronsprecher für Animationsfilme und Zeichentrickfilme tätig. Er tritt zudem in Kopenhagener Krankenhäusern als Clowndoktor auf.

## Filmografie
- 2001: Olsenbande Junior
- 2010: Borgen – Gefährliche Seilschaften (Fernsehserie, 3 Folgen)
- 2016: Dicte (Fernsehserie, 6 Folgen)
- 2016: Bormand
- 2016: Needle Boy
- 2019: Kemohjerne (Fernsehserie)
- 2020: Die Schwesternschule (Fernsehserie)
- 2020: Sommerdahl Murders
- 2021: Orange Feeling
- 2021: Den som draeber – Fanget of Market
- 2023: Agnes (Fernsehserie)